# Star Academy (België)
Star Academy is een televisieprogramma dat ontwikkeld is door de commerciële Franse televisiezender TF1 en uitgezonden werd op onder andere VTM. 

## Formule
In België werd de eerste editie in 2005 door de VMMa (de groep van VTM) uitgezonden. Aanvankelijk was het programma weinig succesvol. De eerste editie van Star Academy, gepresenteerd door Elke Vanelderen en Walter Grootaers, werd op 19 juni 2005 gewonnen door Katerine Avgoustakis. Afi Oubaibra werd tweede, gevolgd door Katy Satyn. Pim Symoens werd vierde.Wendy was er ook bij namelijk in 2001, De dertien studenten scoorden een nummer 1-hit in België met hun single Fame, oorspronkelijk van Irene Cara. Ook hun album met de beste liedjes van de liveshows oogstte succes.  Beide uitgaven werden met goud bekroond. Aan de voorafgaande audities deden 2700 kandidaten mee, van wie er 115 geselecteerd werden voor het ingangsexamen. Van de twintig kandidaten die hieruit geselecteerd werden, vielen er in de eerste aflevering zeven af. Het programma werd op de zondag (liveshows) bekeken door gemiddeld 603.000 kijkers, de finale door 830.800. Door de week keken er zo'n 140.000 mensen naar de dagelijkse afleveringen. 

### Kandidaten
- Eveline Cannoot 13e
- Stefanie Callebaut 12e
- Karim Van Hoogten 11e
- Katia Berlingieri 10e
- Evelien Marlier 9e
- Michael Schuddinck 8e
- Kristof Goffin 7e
- Louis Anaf 6e
- Dorothy Wuyts 5e
- Pim Symoens 4e
- Katy Satyn 3e
- Afi Oubaibra 2e
- Katerine Avgoustakis Winnares

### Leerkrachten
- Steven Kolacny: zang
- Stijn Kolacny: zang
- Ann Ceurvels: drama
- Sofie Moons: dans
- Ann Smeets: dans
- Els Lobbedey: fitness
- Maite Goossens: logopedie
- Jerko Bozikovic: mental coach

### Jury
- Jan Van Esbroeck, directeur van het Sportpaleis (Antwerpen)
- Paul Ambach alias Boogie Boy
- Belle Pérez
- Gastjury: o.a. Gene Thomas, Kristel Verbeke, Marco Borsato, Sir Cliff Richard, Eric Melaerts, Willy Sommers, Dana Winner, Guy Swinnen, Sergio en Dirk De Clippeleir.

### Singles
- Star Academy: "Fame"
- Katerine: "New Day", "Here Come All The Boys", "Take Me Home"/"Watch Me Move", "Catfight", "Live Wire", Don't Put It On Me, Shut Your Mouth, "He's Not Like You", "Ultrasonic", "Upon The Catwalk", "Treat Me Like A Lady"
- Afi Oubaibra: "Not That Beautiful", Automatic", "Today Is The Day"
- Katy Satyn: "Magical Sensation"
- Pim: "1 Miljoen Vlinders", "Vannacht", "Laat De Zomer Binnen", "Wie Denk Je Dat Je Bent?", "Vogelvrij"
- Kristof: "Lucky Lucky (My Scooterboy)"; ft. Ellen
- Stefanie (als Princesss): "Get Up". Nu is Stefanie vooral bekend als zangeres van SX.

### Albums
- Star Academy: "De beste songs (CD/DVD)"
- Katerine: "Katerine", "Katerine Special Edition", "Overdrive"